# راغده درغام
راغده درغام (عربی: راغدة درغام؛ زادهٔ ۱۹۵۳) روزنامه‌نگار اهل ایالات متحده آمریکا بود. وی از سال ۱۹۷۴ میلادی تاکنون مشغول فعالیت بوده‌است.
او به مدت ۲۸ سال به عنوان ستون نویس، خبرنگار ارشد دیپلماتیک و رئیس دفتر نیویورک در روزنامه الحیات مستقر در لندن خدمت کرد.